# Ospedale Maria Vittoria
L'ospedale Maria Vittoria fa parte dei servizi ospedalieri gestiti dalla ex-ASL TO2, ora ASL "Città di Torino" dal 1º gennaio 2017.
L'ospedale Maria Vittoria è uno dei cinque ospedali generali di riferimento per l'area metropolitana di Torino e, come tale, sede di DEA - Dipartimento di emergenza ed accettazione (pronto soccorso) nonché ospedale di riferimento per il Dipartimento materno-infantile per tutta l'area nord della città.
Premiato dal 2007 al 2018 con 3 bollini rosa nell'ambito del progetto "Ospedale Donna" dell'Osservatorio nazionale sulla salute della donna (ONDa).

## Storia

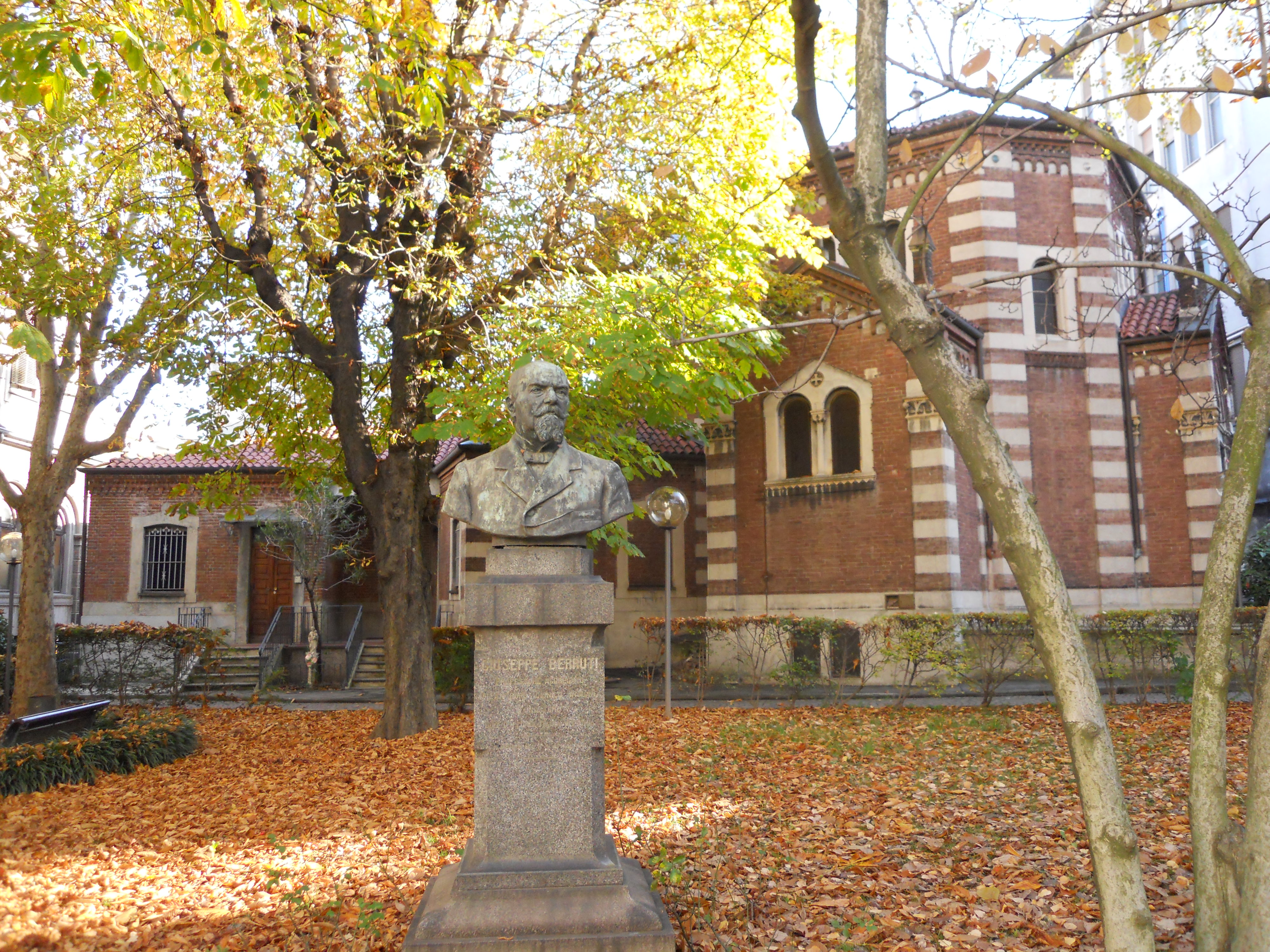
Busto di Giuseppe Berruti, fondatore dell'ospedale Maria Vittoria

La costruzione dell'ospedale iniziò nel 1883, su alcuni terreni donati da Giuseppe Berruti (Chivasso 1841 - Torino 1911), medico specialista in ostetricia e ginecologia, con lo scopo precipuo di edificare un ospedale per la cura delle donne e dei bambini, in una zona allora in rapida espansione come il borgo San Donato.

Il progetto fu curato dall'ingegnere Giuseppe Bollati, il progettista di piazza Statuto, ed i lavori durarono due anni, con il contributo finanziario di varie famiglie nobili del torinese, della popolazione del borgo, anche attraverso l'indizione di lotterie e giochi a premio, del Comune di Torino nonché di casa Savoia.

Il 1 agosto 1885 ci fu l'inaugurazione ufficiale ed all'inizio l'ospedale consisteva in tre padiglioni e dodici letti. L'ospedale venne dedicato alla principessa Maria Vittoria dal Pozzo della Cisterna, Regina consorte di Spagna e delle Indie dal 1870 al 1873 al fianco di Amedeo di Savoia ,ricordata per aver migliorato le condizioni di vita delle donne  lavoratrici istituendo asili pubblici in diverse città spagnole .
Nel 1886 venne eretto ad ente morale e l'anno successivo entrarono in funzione le sale operatorie dedicate all'ostetricia e ginecologia.

Nel 1889 venne edificato il padiglione di Pediatria, su progetto architettonico dell'ingegnere Pietro Fenoglio, mentre nel 1907 venne aperta una scuola per allieve Infermiere e nell'anno 1911 fu installato un impianto di radioscopia. 

Nel 1920 poi venne istituita una scuola, con relativo convitto, di puericultura e nel 1924 venne aggiunta una divisione di chirurgia - ortopedia, la cui sala operatoria era ricoperta da una volta vetrata per consentire agli studenti di medicina di seguire direttamente gli interventi operatori, soluzione assolutamente originale per l'epoca.

Nel 1937 fu inaugurato un reparto specialistico per le malattie del ricambio, con particolare specializzazione per la diagnosi e cura del diabete.

Il primario della divisione di ostetricia e ginecologia Guido Levi, fu allontanato dall'incarico nel 1938 a seguito della promulgazione delle leggi razziali, ma reintegrato nel suo incarico appena terminata la seconda guerra mondiale, incarico che mantenne poi sino al 1957.
In questo ospedale nacque e fu battezzato il milionesimo abitante di Torino nel febbraio 1961.